# 小浜港 (宮城県)
小浜港（こばまこう）は、宮城県宮城郡七ヶ浜町花渕浜古舘30にある港である。「花渕小浜港」「小浜ヨットハーバー」とも呼ばれる。漁港の吉田花渕港と隣接している。
福井県小浜市の小浜漁港とは無関係である。

## 概要

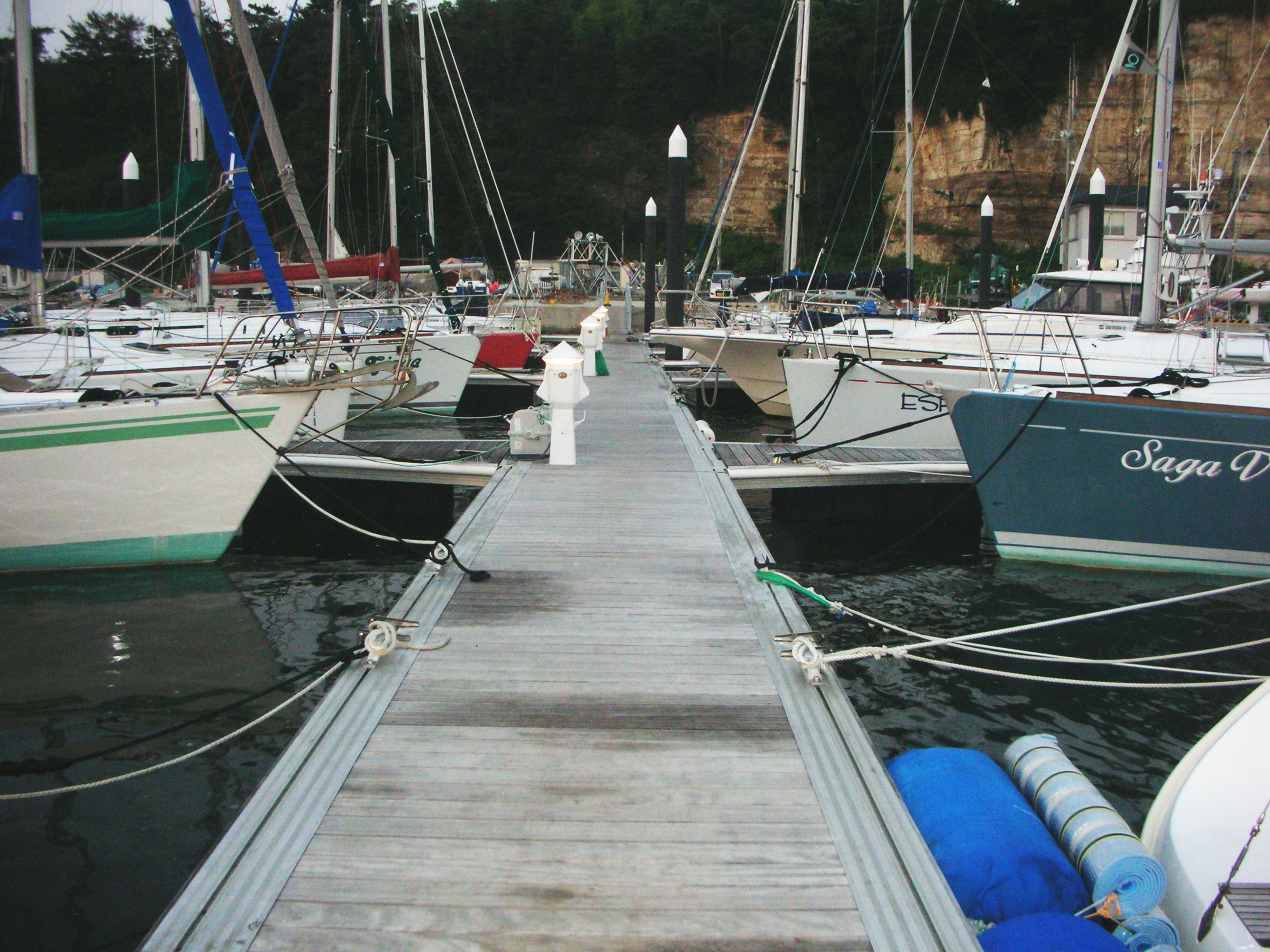
小浜港のヨット用桟橋

小浜港は、宮城県内有数の外洋ヨットの停泊地で、運営は社団法人宮城外洋帆走協会（MORC）に委託されている。松島湾の入口に位置しており、港を出ればすぐセーリングポイントという環境にあり海外から立ち寄るヨットも多い。
港にはMORCの宮城マリンVHF海岸局（無線局）がある。
小浜港を利用するのは個人が所有するプレジャーボート（特に帆船）であり、大学や高校のヨット部が利用する小型のレース艇はマリンピア松島水族館近くの松島ヨットハーバーや名取市の閖上港（閖上ヨットハーバー）などに集まっている。
小浜港は釣りスポットでもあるが、フィッシング目的のモーターボートは塩竈市方面に集まっている。

## 年表
- 1994年7月27日 宮城マリンVHF海岸局、開局。
- 2011年3月11日 東北地方太平洋沖地震による津波により被災する[3]。

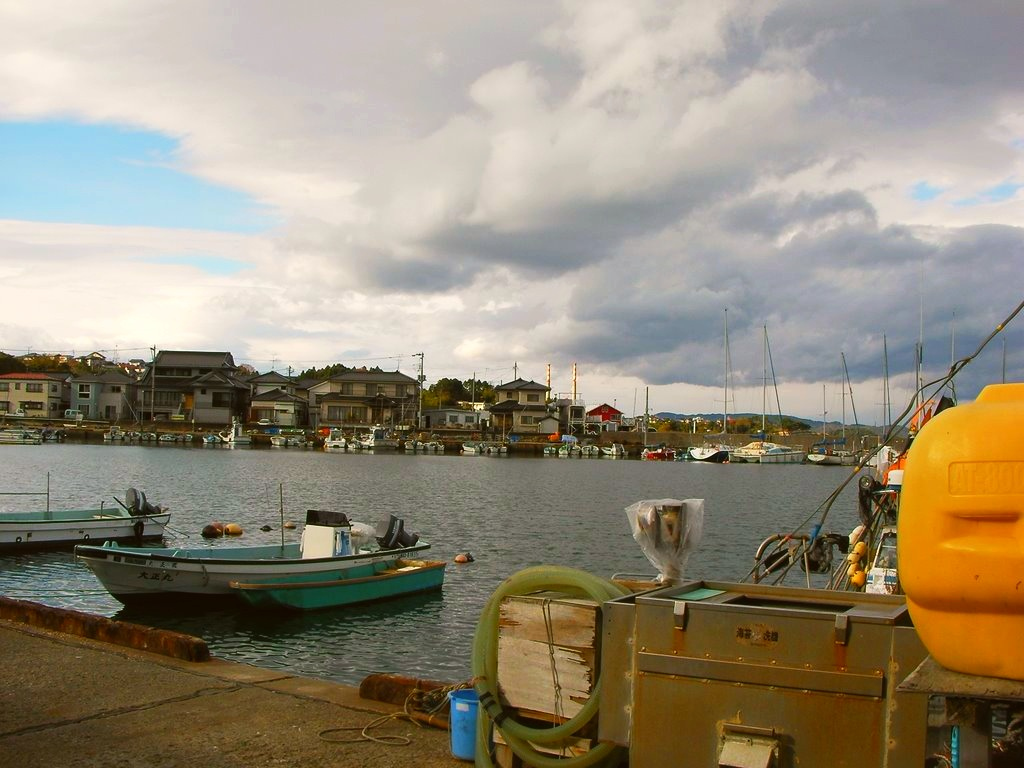
小浜港
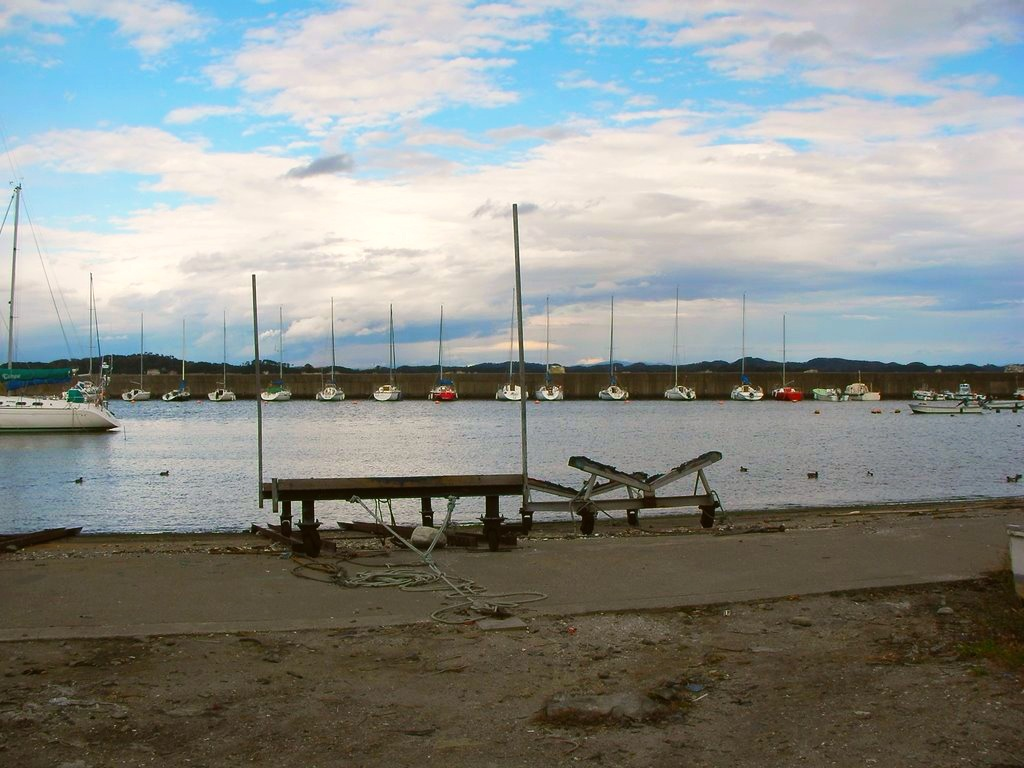
小浜港
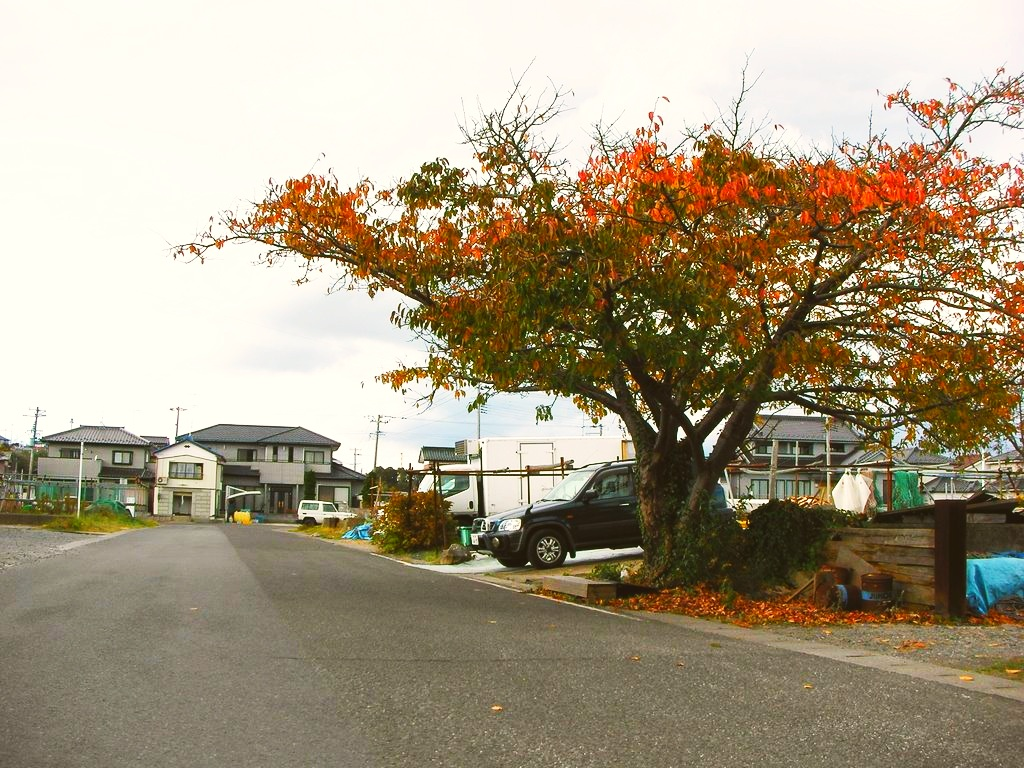
小浜港

## 参考情報
- （社）宮城外洋帆走教会